# Guillermo Rodríguez Lara
Guillermo Rodríguez Lara, também conhecido como Bombita (Pujilí, 4 de novembro de 1923) é um militar e político equatoriano. Ocupou o cargo de presidente de seu país entre 15 de fevereiro de 1972 e 11 de janeiro de 1976. Estudou na Escola das Américas no Panamá e, em seguida, ingressou no exército; com o golpe de Estado, conseguiu governar o país a que servia.